# Cayetano Ripoll
Cayetano Ripoll nebo také Gaietà Ripoll I Pla (22. ledna 1778, Solsona – 31. července 1826, Valencie) byl katalánský učitel. Byl popraven za výuku deistických principů a je označován za poslední oběť španělské inkvizice, i když v té době již byla inkvizice celostátně zrušena a Ripolla odsoudil místní tribunál Junta de Fe (Rada víry).
Původně byl obchodníkem, poté bojoval ve španělské válce za nezávislost, přičemž upadl do francouzského zajetí, kde se seznámil s učením kvakerů a stal se deistou. Po návratu do Španělska sloužil v národní milici a roku 1823 se stal učitelem na valencijském předměstí Ruzafa. Bylo to v období zvaném Década Ominosa, kdy církev znovu upevňovala své pozice a potlačovala liberální myšlenky. Na Ripolla přišlo udání, že nevede žáky k pravé zbožnosti, nechodí na mši a neuznává Nejsvětější Trojici. V říjnu 1824 byl uvězněn, mučen a pak odsouzen k upálení, aniž by mu byla umožněna obhajoba. Nakonec byl Ripollův trest změněn a byl symbolicky oběšen nad sudem s namalovanými plameny, v němž pak bylo jeho tělo spáleno nedaleko mostu Pont de Sant Josep ve Valencii. Rozsudek nad Ripollem vyvolal v zahraničí silné protesty.
Ve Valencii je po něm pojmenováno náměstí Plaça del Mestre Ripoll. Alfred Bosch o jeho životě napsal román Inquisitio (2006).